# Daniel Petrie
Daniel Mannix Petrie (Glace Bay (Nova Scotia), 26 november 1920 – Los Angeles, 22 augustus 2004) was een Canadese film-, televisie- en toneelregisseur die werkte in Canada, Hollywood en het Verenigd Koninkrijk; bekend om het regisseren van geaarde menselijke drama's die vaak over taboeonderwerpen gingen. 

## Levensloop
Petrie behaalde een Bachelor of Arts in communicatie aan de St. Francis Xavier-universiteit in Antigonish en voltooide zijn studie Masters in volwasseneneducatie aan de Columbia-universiteit . Hij diende ook in het Canadese leger tijdens de Tweede Wereldoorlog.
Hij verhuisde in 1945 naar de Verenigde Staten en begon zijn carrière als docent aan de Northwestern-universiteit en Creighton-universiteit in Omaha, waar hij tot 1950 hoofd was van de theaterafdeling. Hoewel Petrie stopte met lesgeven, onderhield hij gedurende zijn hele carrière een sterke relatie met de academische wereld en bekleedde hij een faculteitspositie aan het American Film Institute, waar hij van 1986 tot 1987 ook als vicevoorzitter fungeerde.
Petrie was een van de verschillende in Canada geboren expat-filmmakers, waaronder Norman Jewison en Sidney J. Furie, die in de jaren 60 kritisch en commercieel succes in het buitenland boekten vanwege de beperkte mogelijkheden in de Canadese filmindustrie in die tijd. Hij was de patriarch van de filmfamilie Petrie, met vier van zijn kinderen die allemaal in de filmindustrie werkten.
Hij begon zijn carrière op televisie en maakte zijn kritische en populaire doorbraak met de regie van de filmversie uit 1961 van het toneelstuk A Raisin in the Sun van Lorraine Hansberry, die de Prix Gary Cooper won op het filmfestival van Cannes. Hij regisseerde meer dan 90 films en televisieprogramma's tot aan zijn pensionering in 2001 en won daarbij verschillende onderscheidingen (waaronder drie Primetime Emmy Awards). Zijn semi-autobiografische film The Bay Boy uit 1984 won de Genie Award voor beste film.
Petrie stierf op 83-jarige leeftijd in zijn woning in Los Angeles aan kanker. Hij was van 1957 tot aan zijn dood in 2004 getrouwd met televisieproducente Dorothea Grundy. Ze kregen vier kinderen (Daniel, Donald, June, Mary).

## Filmografie

### Film
- 1960: The Bramble Bush
- 1961: A Raisin in the Sun
- 1962: The Main Attraction
- 1963: Stolen Hours
- 1966: The Idol
- 1966: The Spy with a Cold Nose
- 1973: The Neptune Factor
- 1974: Buster and Billie
- 1976: Lifeguard
- 1978: The Betsy
- 1980: Resurrection
- 1981: Fort Apache, The Bronx
- 1982: Six Pack
- 1984: The Bay Boy (ook scenario)
- 1987: Square Dance
- 1988: Rocket Gibraltar
- 1988: Cocoon: The Return
- 1994: Lassie
- 1997: The Assistant (ook scenario en producent)

### Televisie (selectie)
- 1950: Studs' Place (3 afleveringen)
- 1950-1951: The Billy Rose Show (9 afleveringen)
- 1952-1953: Treasury Men in Action (2 afleveringen)
- 1953: The Revlon Mirror Theater (2 afleveringen)
- 1954: Justice (22 afleveringen)
- 1954-1955: The Elgin Hour (8 afleveringen)
- 1955-1956: Goodyear Television Playhouse (2 afleveringen)
- 1955-1959: The United States Steel Hour (7 afleveringen)
- 1956: Joe and Mabel (6 afleveringen)
- 1957-1961: DuPont Show of the Month (6 afleveringen)
- 1961-1965: The Defenders (5 afleveringen)
- 1963-1964: East Side West Side (3 afleveringen)
- 1965: The Doctors and The Nurses (2 afleveringen)
- 1965: Seaway (2 afleveringen)
- 1967: N.Y.P.D. (4 afleveringen)
- 1969: Strange Report (2 afleveringen)
- 1969-1971: Marcus Welby, M.D. (6 afleveringen)
- 1969-1971: Medical Center (7 afleveringen)
- 1971: The Man and the City (aflevering "Hands of Love")
- 1971-1972: Ironside (2 afleveringen)
- 1971-1973: McMillan & Wife (2 afleveringen)
- 1972-1973: Banyon (2 afleveringen)
- 1974: The Gun and the Pulpit (televisiefilm)
- 1976: Eleanor and Franklin (televisiefilm)
- 1977: Eleanor and Franklin: The White House Years (televisiefilm)
- 1991: Mark Twain and Me (televisiefilm)

## Prijzen
- 1961: Filmfestival van Cannes – Prix Gary Cooper voor A Raisin in the Sun
- 1972: Directors Guild of America Award – Outstanding Directorial Achievement in Dramatic Series - Night voor The Man and the City aflevering "Hands of Love"
- 1977: Primetime Emmy Award – Outstanding Directing in a Special Program - Drama or Comedy voor Eleanor and Franklin
- 1978: Primetime Emmy Award – Outstanding Directing in a Special Program - Drama or Comedy voor Eleanor and Franklin: The White House Years
- 1981: Festival international du film fantastique d'Avoriaz – speciale juryprijs voor Resurrection
- 1985: Genie Award – Beste scenario voor The Bay Boy
- 1992: Primetime Emmy Award – Outstanding Children's Program voor Mark Twain and Me
- 2005: Directors Guild of America Award – Lifetime Achievement Award (postuum)